# Emmalyn
Emmalyn Estrada (Vancouver, Columbia Británica, 5 de abril de 1992), conocida también profesionalmente como Emmalyn, es una cantante, compositora y actriz canadiense de ascendencia filipina, mayormente conocida por ser una de las cinco integrantes originales del grupo femenino estadounidense G.R.L..

## Carrera
En mayo de 2009, Emmalyn compitió en los Premios Beat Music, organizada por The Beat Vancouver 94.5.. Estrada ganó la competencia. Su sencillo, "Get Down", debutó el 2 de julio de 2009 en el Salón "Kid Carson Show", en La Beat 94.5. El sencillo fue nominado en la Danza/Urbana/ Rítmica de la 13 ª anual de Canadá difundida en la Radioemisora Music Awards, que reconoce que las nuevas canciones, aseguró la mayoría de airplay en las estaciones de radios canadienses que fue registrada por Nielsen Broadcast Data Systems.

## Sencillos
• #FreeTitties - 2016
• Hungover - 2016
• Phone Off - 2017
• Bigger Than You - 2017
• Self Care - 2017
• Feels Like - 2018
• These Hands - 2018

## Premios y nominaciones

### Radio Canadiense Music Awards
Año: 2010
Obra Nominación: Get Down
Premio: Mejor Nuevo Artista o Group-Rhythmic/Urban/R & B / Dance
Resultado: Nominación